# قائمة أعلام أذربيجان
هذه قائمة الأعلام التي استخدمت في أذربيجان.

## العلم الوطني
| العلم | تاريخ | الاستخدام            | الوصف |
| ----- | ----- | -------------------- | --- |
|       | 1991  | علم جمهورية أذربيجان | ثلاثة خطوط أفقية، الخط العلوي لونه أزرق والخط الأوسط لونه أحمر والخط السفلي لونه أخضر وبه هلال أبيض ونجمة ثمانية في منتصف الخط الأحمر علي وجهي العلم. نسبة العرض إلى الطول هي 1 إلى 2. |

## أعلام حكومية
| العلم | تاريخ  | الاستخدام                  | الوصف                                                     |
| ----- | ------ | -------------------------- | --------------------------------------------------------- |
|       | ؟-الآن | العلم الرئاسي الأذري       | الألوان الثلاث الوطنية بالشعار في المنتصف                 |
|       | ؟-الآن | المستوى الرئاسي (في البحر) | الراية البحرية والألوان الثلاث الوطنية بالشعار في المنتصف |

## أعلام عسكرية
| العلم | تاريخ | الاستخدام                                    | الوصف |
| ----- | ----- | -------------------------------------------- | --- |
|       | 1991  | علم القوات البرية الأذربيجانية               | |
|       | 1991  | راية القوات البحرية الأذربيجانية             | بما أن أذربيجان كانت جمهورية سوفيتية سابقة، فإن الراية البحرية الأذربيجانية تشبه الراية السوفيتية القديمة؛ استخدم هلال ونجمة بدلاً من النجمة الحمراء وكذلك مرساة زرقاء بدلاً من المطرقة والمنجل والخط الأزرق البسيط أسفل العلم وُضع مكانه شكل موجي. |
|       | 1991  | علم حرس الحدود                               | علم أخضر بعلم البحرية جزءًا منه |
|       | 1991  | علم القوات الجوية والدفاع الجوي الأذربيجانية | |

## أعلام تاريخية
| العلم | تاريخ        | الاستخدام                                               | الوصف |
| ----- | ------------ | ------------------------------------------------------- | --- |
|       | 1858–1883    | علم الإمبراطورية الروسية                                | قطعة مستطيلة من القماش تحتوي ثلاثة خطوط أفقية متساوية: الخط العلوي أسود والخط الأوسط أصفر والخط السفلي أبيض. |
|       | 1883–1917    | علم الإمبراطورية الروسية                                | قطعة مستطيلة من القماش تحتوي ثلاثة خطوط أفقية متساوية: الخط العلوي أبيض والخط الأوسط أزرق والخط السفلي أحمر. نسبة عرض العلم إلى طوله هي 2 إلى 3.                                                                     |
|       | 1813–1917    | راية البحرية الإمبراطورية الروسية                       | تقاطع أزرق على خلفية بيضاء |
|       | 1918         | علم ديكتاتورية مركز قزوين                               | ثلاثة خطوط أفقية: الخطان العلوي والسفلي لونهما أزرق فاتح والخط الأوسط أحمر. |
|       | 1918         | علم الجمهورية الترانسقوقازية الديمقراطية الاتحادية      | ثلاثة خطوط أفقية: الخط العلوي أصفر والخط الأوسط أسود والخط السفلي أحمر. |
|       | 1918         | علم جمهورية أذربيجان الديمقراطية                        | مصدر تصميم العلم الحالي |
|       | 1918         | علم مفوضية باكو                                         | تحمل نص "مفوضية باكو السوفيتية" (Бакинскiй Совнаркомь) |
|       | 1918–1920    | علم جمهورية أذربيجان الديمقراطية                        | نفس العلم الحالي |
|       | 1920–1921    | علم جمهورية أذربيجان الاشتراكية السوفيتية               | |
|       | 1930s - 1936 | علم جمهورية ما وراء القوقاز السوفيتية الاشتراكية        | علم لاحق لجمهورية ما وراء القوقاز السوفيتية الاشتراكية |
|       | 1937–1940    | علم جمهورية أذربيجان الاشتراكية السوفيتية               | |
|       | 1940–1952    | علم جمهورية أذربيجان الاشتراكية السوفيتية               | |
|       | 1952–1991    | علم جمهورية أذربيجان الاشتراكية السوفيتية               | العلم الأخير لجمهورية أذربيجان الاشتراكية السوفيتية |
|       | 1937–1940    | علم جمهورية ناخيتشيفان الاشتراكية السوفيتية ذاتية الحكم | إصدار من علم جمهورية ناخيتشيفان الاشتراكية السوفيتية ذاتية الحكم. الإصدارات التالية حملت نص (بالروسية: Нахчыван МССР) (والتي تعني "ناخيتشيفان ج.ا.س.ذ.ح") وُضعت على علم أذربيجان السوفيتية حينئذٍ، بدون الاسم الأرمني. |
|       | 1922–1923    | علم اتحاد الجمهوريات السوفيتية الاشتراكية               | |
|       | 1923–1924    | علم اتحاد الجمهوريات السوفيتية الاشتراكية               | |
|       | 1924–1936    | علم اتحاد الجمهوريات السوفيتية الاشتراكية               | |
|       | 1936–1955    | علم اتحاد الجمهوريات السوفيتية الاشتراكية               | قطعة حمراء من القماش، تحمل في ركنها العلوي صورة مطرقة ومنجل ذهبيين، وفوقهما نجمة حمراء خماسية، حولها إطار ذهبي. نسبة العرض إلى الطول هي 1 إلى 2.                                                                     |
|       | 1955–1980    | علم اتحاد الجمهوريات السوفيتية الاشتراكية               | تغيير طفيف لتصميم المطرقة والمنجل للعلم السوفيتي السابق |
|       | 1980–1991    | علم اتحاد الجمهوريات السوفيتية الاشتراكية               | لون أحمر فاتح أكثر بقليل للعلم السوفيتي السابق |
|       | 1946–1991    | علم الجيش السوفيتي                                      | |
|       | 1924–1935    | راية الأسطول البحري للاتحاد السوفيتي                    | |
|       | 1935–1950    | راية الأسطول البحري للاتحاد السوفيتي                    | |
|       | 1950–1992    | راية الأسطول البحري للاتحاد السوفيتي                    | تعديل طفيف للتصميم السابق |